# Johnny Mythen

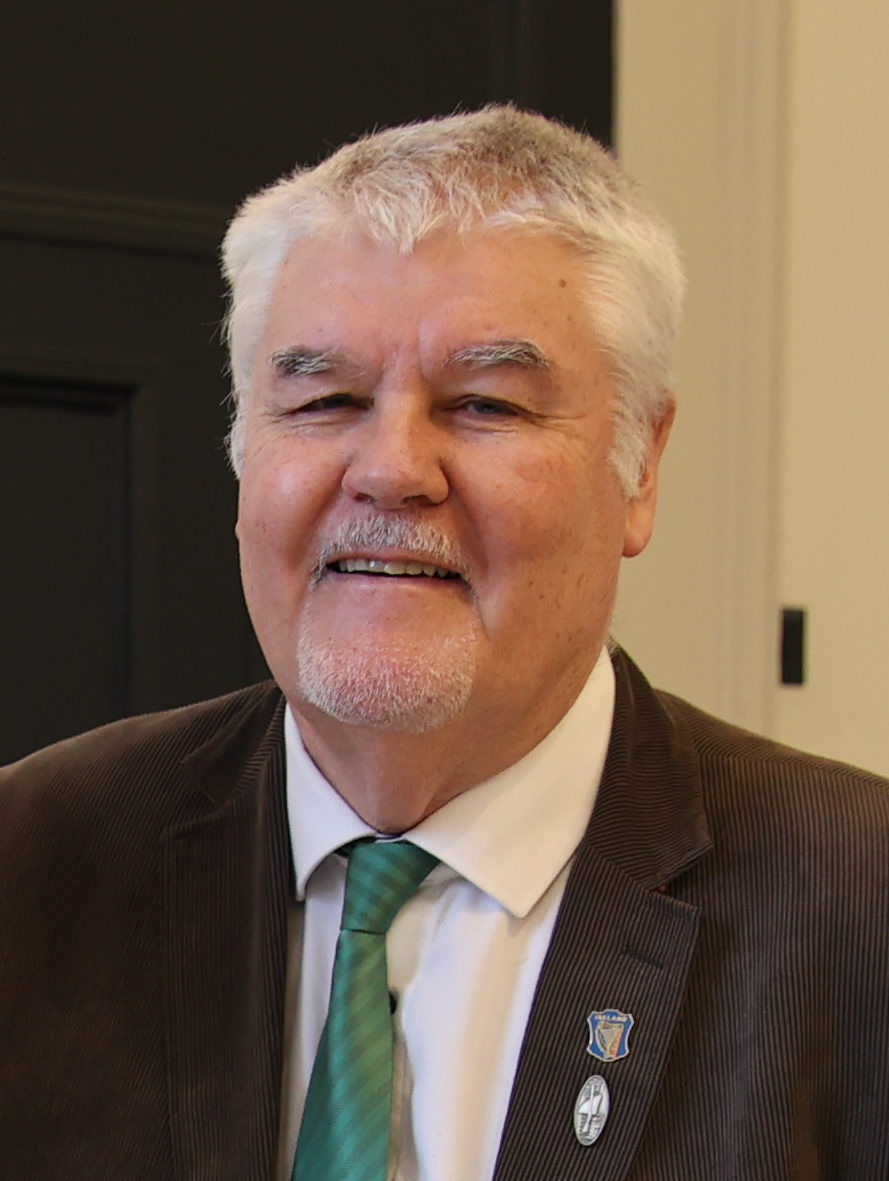
Johnny Mythen (2024)

Johnny Mythen (* im 20. Jahrhundert in Wexford) ist ein irischer Politiker der Sinn Féin, der seit Februar 2020 Abgeordneter im Dáil Éireann ist.

## Leben
Mythen war vor seinem Eintritt in die Politik Mitarbeiter des Electricity Supply Board und Gewerkschaftsvertreter. 2014 wurde er in den Wexford County Council gewählt. Bei den Wahlen zum Dáil Éireann 2016 trat er im Wahlkreis Wexford an, erreichte jedoch, wenn auch knapp, nicht die erforderliche Anzahl der Stimmen. Bei der Nachwahl in Wexford 2019 konnte er ebenfalls keinen Erfolg verbuchen. 2020 konnte er hingegen erfolgreich einen Sitz für die Sinn Féin in Wexford erringen. Es gelang ihm auch, 2024 diesen Sitz zu verteidigen.
Mythen lebt mit seiner Ehefrau in Enniscorthy. Dort saß er im Enniscorthy Urban District Council. Neben der Politik und Gewerkschaftsarbeit war er auch als GAA- und Rugby-Trainer tätig.